# Praca przymusowa

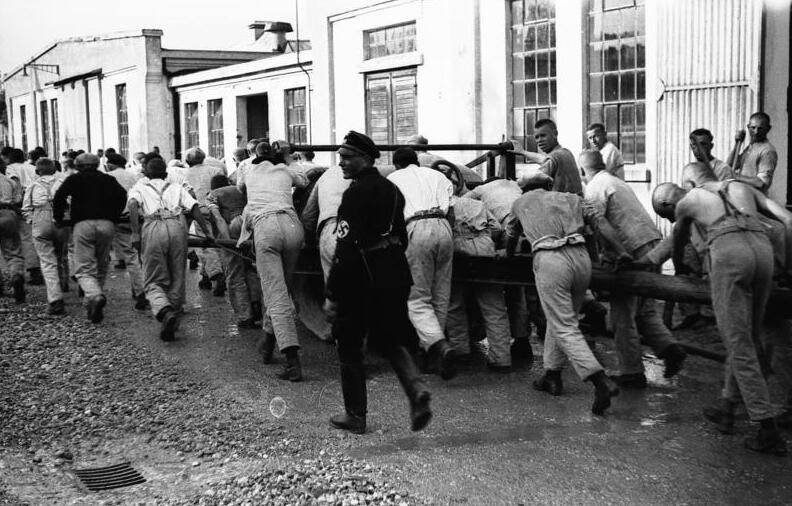
Praca przymusowa wykonywana przez więźniów obozu koncentracyjnego Dachau, 1933

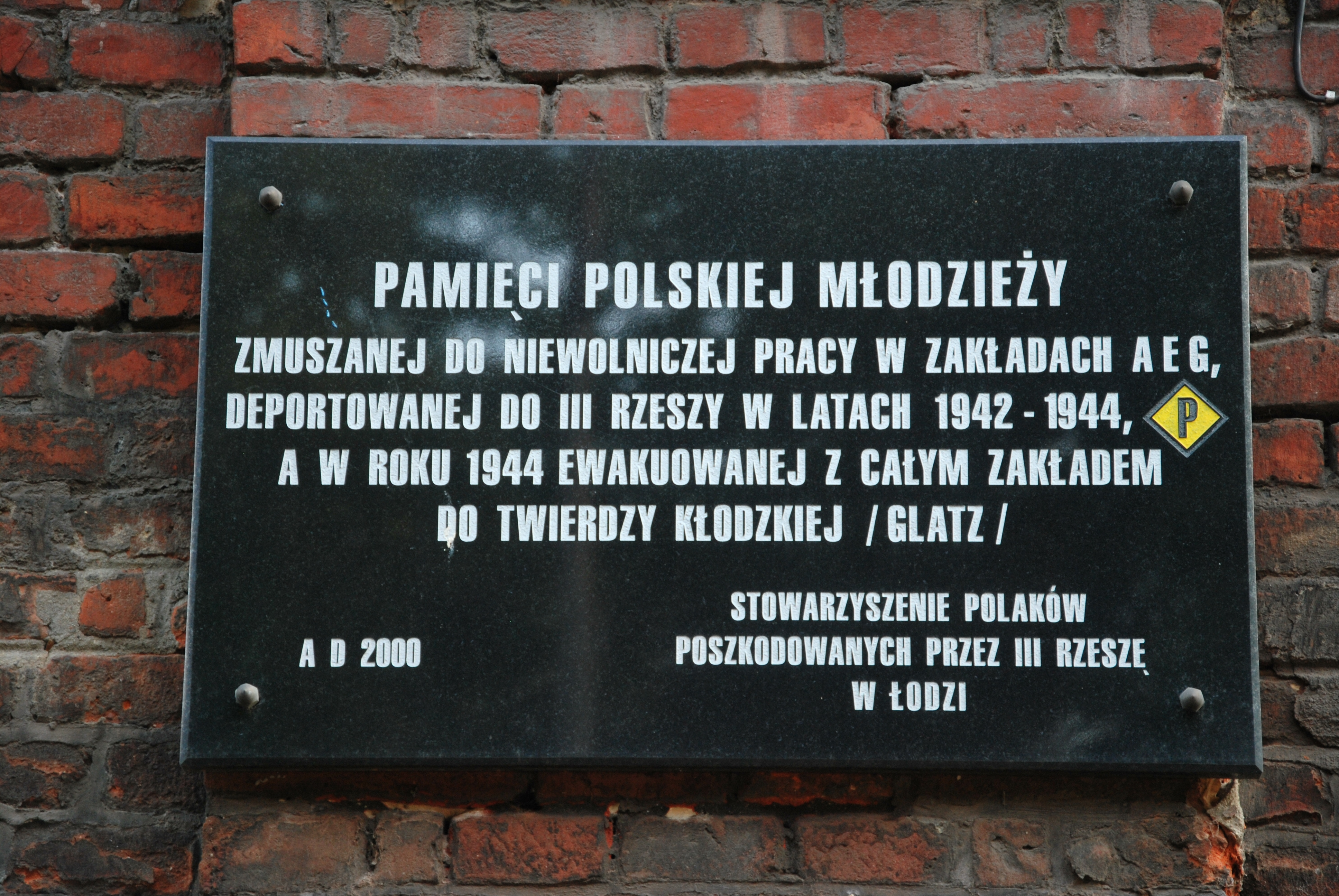
Tablica pamiątkowa poświęcona wywózkom polskiej młodzieży na roboty przymusowe do fabryk AEG w czasie II wojny światowej ufundowana przez Stowarzyszenie Polaków Poszkodowanych przez III Rzeszę na placu Zwycięstwa w Łodzi

Praca przymusowa, roboty przymusowe – praca wykonywana przez pracownika wbrew jego woli, za którą nie otrzymuje wynagrodzenia lub wynagradzany jest znacznie poniżej obowiązujących stawek. Najczęściej wykonywana jest w obozie pracy.
Na olbrzymią skalę zjawisko pracy przymusowej pojawiło się w czasie I wojny światowej. Proceder ten stosowały wobec podbitych państw i narodów władze II Rzeszy. W niewoli niemieckiej znalazła się wówczas wielka liczba Polaków, Rosjan, Żydów, Litwinów, Belgów i innych narodów. Do pracy przymusowej zmuszał również reżim III Rzeszy właściwie wszystkich mężczyzn od 14 do 60 roku życia, którzy byli rejestrowani już w wieku 12 lat. Liczba osób, które były represjonowane w wyniku tych praktyk władz niemieckich, do dziś nie jest znana.
Konwencja nr 29 z 1930 jako pracę przymusową określa wszelką pracę lub usługi wymagane od jakiejś osoby pod groźbą jakiejkolwiek kary i do których dana osoba nie zgłosiła się dobrowolnie (art. 2 ust. 1).
Przykładem tego rodzaju pracy może być zatrudnianie obywateli państw okupowanych przez III Rzeszę i Japonię w okresie II wojny światowej (patrz: roboty przymusowe w III Rzeszy), wykorzystywanie więźniów osadzonych w sieci obozów koncentracyjnych Gułagu w ZSRR lub praca w kopalniach węgla lub uranu odbywana przymusowo w ramach służby wojskowej w wojskowych batalionach górniczych na terenie Polski w latach 1949–1959.
Jedną z cech pracy przymusowej jest także stały nadzór pracowników sprawowany przez odpowiednie organy: militarne, paramilitarne lub policyjne. Może też być wykorzystywana jako sposób eksterminacji określonych osób, grup społecznych, narodowościowych lub nawet całych narodów.

## Regulacje prawne
W czasie I wojny światowej zatrudnienie jeńców regulował art. 6 haskiego regulaminu wojny lądowej z 1899 i 1907, w czasie II wojny światowej art. 27 – 34 Konwencji genewskiej o jeńcach z 1929, obecnie art. 49 – 57 Konwencji genewskiej o traktowaniu jeńców z 1949 (m.in. zakazane są prace niebezpieczne a warunki pracy nie powinny ustępować tym, z jakich korzystają obywatele państwa zatrzymującego), zaś ludności cywilnej art. 39 – 41, 51n i 95 Konwencji o ochronie osób cywilnych podczas wojny. Art. 5 Drugiego Protokołu Dodatkowego z 1977 głosi osoby pozbawione wolności z powodów związanych z konfliktem zbrojnym powinny, w razie skierowania do pracy, korzystać z warunków pracy i zabezpieczeń podobnych do tych, z jakich korzysta miejscowa ludność cywilna.
Konwencja w sprawie niewolnictwa z 1926 w art. 5 zabroniła robót przymusowych prócz wymaganych tylko dla celów publicznych, zaś o ile praca przymusowa lub obowiązkowa będzie jeszcze istnieć, będzie ona stosowana tylko wyjątkowo, za odpowiednim wynagrodzeniem i pod warunkiem, że nie pociągnie za sobą zmiany zwykłego miejsca zamieszkania. Zakaz skonkretyzowała Międzynarodowa Organizacja Pracy w Konwencji nr 29 z 1930 (zabraniając prac innych niż: wykonywane tytułem służby wojskowej; z wyroku sądu; w ramach walki z klęską żywiołową lub epidemią oraz drobne roboty wykonywane w bezpośrednim interesie ogółu przez członków tego ogółu, o ile sama ludność lub jej bezpośredni przedstawiciele będą mieli prawo wypowiadania się co do celowości tych robót) a normy te powtórzyły Europejska konwencja praw człowieka z 1950 w art. 4, Międzynarodowy Pakt Praw Obywatelskich i Politycznych (art. 8) i Amerykańska konwencja praw człowieka z 1969 (art. 6). Międzynarodowy Pakt Praw Gospodarczych, Społecznych i Kulturalnych w art. 6 mówi o swobodnym wyborze pracy. Dodatkowe ograniczenia dopuszczalności przymusu wprowadziła Konwencja MOP nr 105 z 1957, zabraniając karać robotami przymusowymi przeciwników politycznych czy uczestników strajku lub wykorzystywać je w celu dyskryminacji rasowej, społecznej, narodowej albo religijnej bądź stosować je pod pretekstem wykorzystania siły roboczej dla celów rozwoju gospodarczego.
Konwencja MOP nr 95 z 1 lipca 1949 o ochronie płacy ustala, że zarobki powinny być wypłacane regularnie, zakazane jest ograniczanie swobody pracownika w dysponowaniu wypłatą, a w razie bankructwa przedsiębiorstwa roszczenia o zaległe wypłaty mają pierwszeństwo. Celem jest zapewnienie możliwości zmiany pracy.
Konwencja MOP nr 122 z 9 lipca 1964 dotycząca polityki zatrudnienia wzywa strony do takiego jej kształtowania, aby istniał swobodny wybór zatrudnienia i aby każdy pracownik miał wszelkie możliwości zdobywania kwalifikacji niezbędnych do wykonywania pracy, która mu odpowiada, oraz wykorzystania swoich umiejętności i zdolności w tej pracy, bez względu na rasę, kolor skóry, płeć, wyznanie, poglądy polityczne, przynależność narodową lub pochodzenie społeczne.
Konwencja o zakazie apartheidu (1973) w art 2 e) zabrania wyzyskiwania pracy członków jednej lub kilku grup rasowych w szczególności przez poddawanie ich pracy przymusowej, zaś Konwencja w sprawie likwidacji wszelkich form dyskryminacji rasowej (1966) w art. 5 e) nakazuje zagwarantować wszystkim bez różnicy rasy, koloru skóry czy pochodzenia narodowego m.in. prawo swobodnego wyboru zatrudnienia.
Porozumienie Londyńskie z 8 sierpnia 1945 ustanawiające Międzynarodowy Trybunał Wojskowy w Norymberdze deportacje na roboty przymusowe albo w innym celu ludności cywilnej na okupowanym obszarze lub z tego obszaru zaliczało do zbrodni wojennych, zaś do zbrodni przeciw ludzkości obracanie ludzi w niewolników, deportacja i inne czyny nieludzkie, których dopuszczono się przeciwko jakiejkolwiek ludności cywilnej, przed wojną lub podczas niej. Statut Międzynarodowego Trybunału Karnego z 1998 w art. 7 wśród zbrodni przeciwko ludzkości wymienia niewolnictwo (opisane jako realizowanie niektórych lub wszystkich uprawnień związanych z prawem własności w stosunku do człowieka oraz obejmuje realizację tych uprawnień w zakresie handlu ludźmi, a w szczególności kobietami i dziećmi), deportację lub przymusowe przemieszczanie ludności (definiując jako zmuszenie ludzi do zmiany ich zgodnego z prawem miejsca zamieszkania połączone z wydaleniem lub innymi przymusowymi działaniami, bez podstawy w prawie międzynarodowym) oraz uwięzienie lub inne dotkliwe pozbawienie wolności fizycznej z naruszeniem podstawowych reguł prawa międzynarodowego. Art. 8 jako jedną ze zbrodni wojennych opisuje bezprawną deportację lub przesiedlenie albo bezprawne pozbawianie wolności. Zakazy te są szersze niż zakaz pracy przymusowej, tym samym obejmują go także.